# Vicia minutiflora
Vicia minutiflora — вид квіткових рослин з родини бобових (Fabaceae). Ареал: США (Алабама, Аризона, Арканзас, Флорида, Кентуккі, Луїзіана, Міссісіпі, Нью-Мексико, Оклахома, Теннессі, Техас).

## Середовище
Зустрічається на висотах від 180 до 250 метрів над рівнем моря. V. minutiflora — однорічна витка трава, яка росте на трав'янистих ділянках, галявинах заплавних лісів, у змішаних соснових та дубових лісах та на піщаному ґрунті. Наразі немає відомих серйозних загроз для цього виду.
Рано навесні він утворює дрібні білі квіти.